# Kantorat Lichtentanne

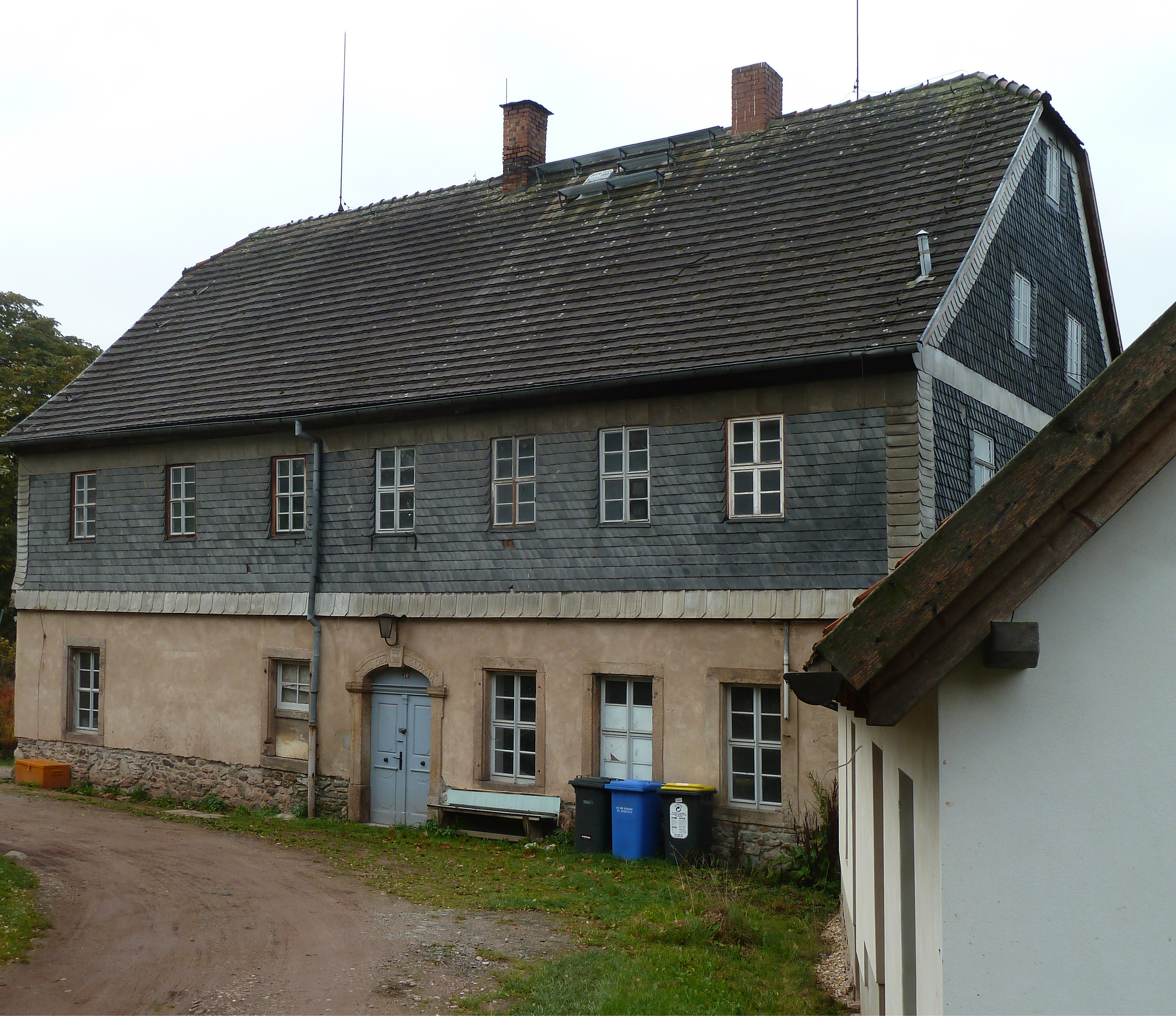
Kantorat im Herbst 2011

Das Kantorat Lichtentanne ist eine ehemalige Schule in Lichtentanne im Landkreis Zwickau in Sachsen.

## Geschichte
Das Kantorat wurde 1831 als Schule unterhalb der Kirche St. Barbara in Lichtentanne erbaut. In zwei Räumen unterrichteten zwei Lehrer die Schulkinder des Ortes. 1888 erhielt der Ort eine neue Schule, die heute als Rathaus dient.
Bis ca. 1980 wurde das Kantorat als Kindergarten, Werkraum und Wohnung für den Kantor genutzt. Ein Raum wird bis heute als Töpferwerkstatt genutzt.